# 31 grudnia
31 grudnia jest 365. (w latach przestępnych 366.) dniem w kalendarzu gregoriańskim. Jest to ostatni dzień roku.

## Święta
- Imieniny obchodzą: Barbacjan, Donata, Katarzyna, Kolumba, Mariusz, Melania, Paulina, Saturnina, Sebastian, Sylwester, Sylwestra, Tworzysław i Zotyk.
- Międzynarodowe – Sylwester (ostatni dzień roku kalendarzowego)
- Wspomnienia i święta w Kościele katolickim[1][2] obchodzą:
  - św. Jan Franciszek Regis (prezbiter)
  - bł. Józefina Nicoli (szarytka)
  - św. Katarzyna Labouré (szarytka)
  - św. Kolumba z Sens (†273; dziewica, męczennica)
  - św. Melania Młodsza (pokutnica)
  - św. Sylwester (papież)
  - św. Mariusz z Aventicum (biskup)

## Wydarzenia w Polsce
- 1435 – W Brześciu Kujawskim podpisano traktat pokojowy kończący polsko-krzyżacką wojnę nieszawską.
- 1530 – Polsko-mołdawska wojna o Pokucie: klęska wojsk polskich w bitwie pod Chocimiem.
- 1770 – Wojska rosyjskie pod wodzą płka Iwana Drewicza zaatakowały Jasną Górę bronioną przez Konfederatów barskich.
- 1863 – Powstanie styczniowe: porażka powstańców w bitwie pod Ossową.
- 1873 – Założono Galicyjskie Towarzystwo Tatrzańskie.
- 1931 – W nocy z 30 na 31 grudnia w willi architekta Henryka Zaremby pod Lwowem doszło do zabójstwa podczas snu jego 17-letniej córki Elżbiety. Proces oskarżonej o dokonanie zbrodni guwernantki Rity Gorgonowej był jednym z najgłośniejszych w II RP. W 1977 roku na kanwie tej historii powstał film fabularny Sprawa Gorgonowej w reżyserii Janusza Majewskiego z Ewą Dałkowską w roli tytułowej.
- 1940 – Premiera filmu Żołnierz królowej Madagaskaru w reżyserii Jerzego Zarzyckiego.
- 1942 – W ramach akcji „Nowy Rok” żołnierze Kedyw Okręgu Warszawskiego AK wysadzili w noc sylwestrową wiadukt kolejowy na Woli i tor w tunelu średnicowym.
- 1943 – Powstała Krajowa Rada Narodowa.
- 1944:
  - KRN powołała Rząd Tymczasowy.
  - Zbrodnia w Uhryńkowcach (powiat zaleszczycki), dokonana w nocy z 31 grudnia na 1 stycznia przez oddziały UPA i SKW na ok. 150 Polakach.
- 1947 – Dokonano oblotu szybowca IS-3 ABC.
- 1949 – Rozpoczęła działalność Wojskowa Centrala Handlowa.
- 1953 – Zaprezentowano pierwszy, przedprototypowy egzemplarz Syreny.
- 1956 – Ustroń otrzymał prawa miejskie.
- 1958 – Dokonano oblotu szybowca SZD-19 Zefir.
- 1959 – Karczew, Karpacz i Szklarska Poręba otrzymały prawa miejskie.
- 1960 – Zielonka otrzymała prawa miejskie.
- 1961 – Nowa Dęba otrzymała prawa miejskie.
- 1969 – Dokonano oblotu szybowca SZD-36 Cobra 15.
- 1977 – Zakończyła się oficjalna trzydniowa wizyta prezydenta USA Jimmy’ego Cartera.
- 1978 – Rozpoczęła się zima stulecia.
- 1980 – Dokonano oblotu szybowca SZD-51 Junior.
- 1982 – Zawieszono stan wojenny.
- 1986 – Założono Muzeum Historii Fotografii w Krakowie.
- 1989:
  - Prezydent Wojciech Jaruzelski podpisał pakiet ustaw składających się na tzw. plan Balcerowicza.
  - Weszła w życie tzw. nowela grudniowa.
- 1992 – Decyzją władz wojewódzkich zlikwidowano Śląski Instytut Naukowy.
- 1993 – Bieżuń, Działoszyn, Kamieńsk, Pilica, Torzym i Wąchock otrzymały prawa miejskie.
- 2013 – Telekomunikacja Polska i PTK Centertel połączyły się w Orange Polska.

## Wydarzenia na świecie

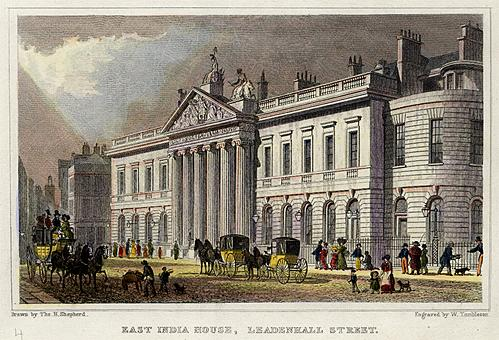
East India House w Londynie, późniejsza siedziba Brytyjskiej Kompanii Wschodnioindyjskiej

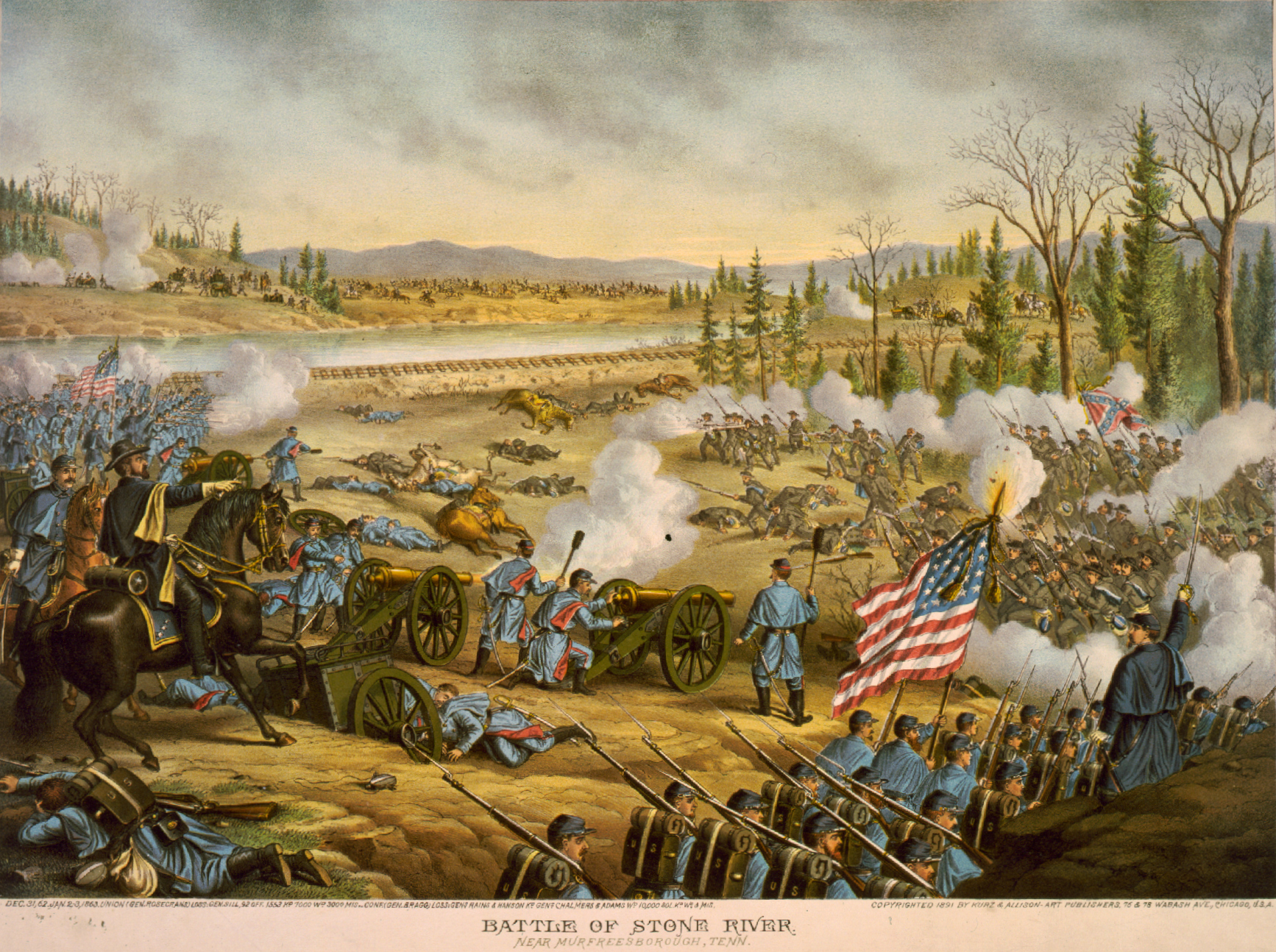
Bitwa nad Stones River

- 192 – W noc noworoczną został zamordowany cesarz Kommodus. Do spiskowców należeli jego pokojowy Eclectus i konkubina Marcja. Zabójstwo było końcem panowania dynastii Antoninów i początkiem wojny domowej w Imperium rzymskim.
- 406 – Wandalowie, Swebowie i Alanowie przekroczyli Ren, rozpoczynają inwazję na Galię.
- 535 – Wódz bizantyński Belizariusz wylądował na Sycylii i wkroczył do Syrakuz.
- 870 – Zwycięstwo wojsk anglosaskich nad duńskimi najeźdźcami w bitwie pod Englefield.
- 1229 – Rekonkwista: po trzymiesięcznym oblężeniu wojska Jakuba I Zdobywcy zdobyły bronioną przez muzułmanów stolicę Majorki Palma de Mallorca.
- 1302 – Tybald II został księciem Górnej Lotaryngii.
- 1487 – Papież Innocenty VIII ustanowił na mocy konstytucji apostolskiej Non debet reprehensibile Sekretariat Apostolski, w skład którego weszło 24 sekretarzy, z których jeden nosił tytuł Secretarius domesticus i przewodził pozostałym.
- 1489 – Poświęcono kościół Santa Maria dei Miracoli w Wenecji.
- 1494 – Wojna o Neapol: w obliczu niepowodzeń na froncie papież Aleksander VI wpuścił do Rzymu wojska króla Francji Karola VIII Walezjusza.
- 1522 – Jeremiasz I został ekumenicznym patriarchą Konstantynopola.
- 1578 – Król Henryk III Walezy ustanowił Order Ducha Świętego, najwyższe odznaczenie w Królestwie Francji.
- 1600 – Królowa Elżbieta I Tudor powołała Kompanię Wschodnioindyjską.
- 1615 – Król Danii i Norwegii Chrystian IV Oldenburg zawarł małżeństwo morganatyczne ze swą drugą żoną Kirsten Munk.
- 1621 – W Mikulovie książę Siedmiogrodu Gábor Bethlen zawarł z przedstawicielami cesarza Ferdynanda II porozumienie kończące przegrane antyhabsburskie powstanie na Węrzech i Morawach.
- 1660 – Późniejszy król Anglii i Szkocji Jakub II Stuart otrzymał od króla Ludwika XIV francuski tytuł księcia Normandii.
- 1703 – Około 10 tys. osób zginęło w wyniku trzęsienia ziemi z epicentrum w okolicy Edo (dawna nazwa Tokio).
- 1726 – Papież Benedykt XIII kanonizował patrona młodzieży Stanisława Kostkę.
- 1757 – Wojna siedmioletnia: rozpoczęła się rosyjska okupacja Królewca.
- 1759 – Arthur Guinness podpisał umowę wynajmu na 9000 lat za 45 funtów rocznie browaru St. James’s Gate Brewery w Dublinie, gdzie do dziś produkowane jest piwo Guinness.
- 1768 – Wszedł w życie kodeks karny cesarzowej Marii Teresy Constitutio Criminalis Theresiana.
- 1775 – Wojna o niepodległość Stanów Zjednoczonych: zwycięstwo wojsk brytyjskich w bitwie pod Quebekiem.
- 1800 – Zakończyło istnienie Królestwo Wielkiej Brytanii, zastąpione następnego dnia przez Zjednoczone Królestwo Wielkiej Brytanii i Irlandii.
- 1805 – Ostatni dzień obowiązywania francuskiego kalendarza rewolucyjnego.
- 1837 – Gioacchino Vincenzo (przyszły papież Leon XIII) otrzymał święcenia kapłańskie.
- 1841 – Wolne Państwo Przesmyku (dzisiejsza Panama) zostało reinkorporowane do Republiki Nowej Granady.
- 1850 – Król Saksonii Fryderyk August II Wettyn ustanowił Order Alberta.
- 1851 – Cesarz Franciszek Józef I wydał patent sylwestrowy, który zastąpił konstytucję Austrii z 1849 roku. Przywrócił on władzę absolutną w ręce cesarza, ograniczał swobody obywatelskie, wolność słowa, stowarzyszeń i zgromadzeń oraz potwierdzał uwłaszczenie chłopów.
- 1853:
  - W Monachium rozpoczęto budowę Pałacu Szklanego.
  - Wojna krymska: rozpoczęła się turecko-rosyjska bitwa pod Cetate.
- 1857:
  - II wojna opiumowa: zwycięstwo wojsk francusko-brytyjskich nad chińskimi w bitwie o Kanton.
  - Ottawa została stolicą Kanady.
- 1862 – Wojna secesyjna: rozpoczęła się bitwa nad Stones River (Tennessee).
- 1863 – Ditlev Gothard Monrad został premierem Danii.
- 1868 – Wojna paragwajska: wojska brazylijskie zdobyły stolicę Paragwaju Asunción.
- 1872 – Uruchomiono Kolej Dniestrzańską łączącą Chyrów ze Stryjem i będącą fragmentem Galicyjskiej Kolei Transwersalnej.
- 1874 – Antonio Cánovas del Castillo został premierem Hiszpanii.
- 1879 – Thomas Alva Edison zaprezentował publicznie oświetlenie elektryczne.
- 1896 – Francuski astronom Auguste Charlois odkrył planetoidę (424) Gratia.
- 1898 – Uruchomiono linię telefoniczną Moskwa-Petersburg.
- 1901 – Tomás Estrada Palma został wybrany na pierwszego prezydenta Kuby, będąc jedynym kandydatem w głosowaniu powszechnym.
- 1905 – Austriacki astronom Johann Palisa odkrył planetoidę (583) Klotilde.
- 1908 – Wilbur Wright ustanowił rekord długości lotu samolotem (124,7 km).
- 1909 – Otwarto Manhattan Bridge nad East River w Nowym Jorku.
- 1918 – Zakończyła się wojna armeńsko-gruzińska.
- 1919 – Utworzono Kolumbijskie Siły Powietrzne (FAC).
- 1923 – Rozgłośnia BBC po raz pierwszy transmitowała bicie dzwonów Big Bena.
- 1925:
  - Kyösti Kallio został po raz drugi premierem Finlandii.
  - W Turynie otwarto Park Ruffini.
- 1929:
  - 71 dzieci zginęło, a 40 odniosło obrażenia w wyniku pożaru kina w szkockim Paisley.
  - Papież Pius XI ogłosił encyklikę Divini Illius Magistri o chrześcijańskim wychowaniu młodzieży.
- 1930 – Papież Pius XI ogłosił encyklikę Casti Connubii o małżeństwie chrześcijańskim.
- 1931 – Niemiecki astronom Karl Wilhelm Reinmuth odkrył planetoidę (1208) Troilus.
- 1935 – Charles Darrow opatentował grę planszową Monopoly.
- 1938 – Dokonano oblotu Boeinga 307 Stratoliner, pierwszego samolotu pasażerskiego wyposażonego w kabinę ciśnieniową, umożliwiającą przeloty na dużej wysokości.
- 1939 – Odbył się pierwszy Koncert noworoczny Filharmoników Wiedeńskich.
- 1942 – Bitwa o Atlantyk: taktyczne zwycięstwo floty brytyjskiej nad niemiecką w bitwie na Morzu Barentsa.
- 1943 – Front wschodni: Armia Czerwona wyzwoliła Żytomierz.
- 1945 – W USA zakończono reglamentację opon.
- 1946:
  - Ostatni żołnierze francuscy opuścili Liban.
  - Premiera westernu Pojedynek w słońcu w reżyserii Kinga Vidora.
  - Prezydent USA Harry Truman ogłosił zakończenie amerykańskich działań wojennych podczas II wojny światowej.
- 1947 – Wojna domowa w Palestynie: w odwecie za zamordowanie poprzedniego dnia w rafinerii w Hajfie 39 żydowskich robotników, do arabskiej wioski Balad asz-Szajch wkroczyły żydowskie kompanie szturmowe Palmach, dokonując masakry 14 (wg niektórych źródeł 60 mieszkańców), tracąc przy tym 3 żołnierzy.
- 1948 – Zawarto zawieszenie broni w I wojnie indyjsko-pakistańskiej.
- 1949 – W Chabarowsku zakończył się proces 12 oficerów i żołnierzy japońskiej Armii Kwantuńskiej, oskarżonych o popełnienie zbrodni wojennych, w którym zapadły wyroki od 2 do 25 lat pozbawienia wolności.
- 1955 – General Motors jako pierwsza amerykańska korporacja osiągnął jednoroczny zysk wynoszący ponad miliard dolarów.
- 1960 – Uruchomiono komunikację trolejbusową w Wołgogradzie.
- 1961:
  - W Libanie miała miejsce nieudana próba inspirowanego przez Syrię zamachu stanu.
  - W Long Beach w Kalifornii odbył się pierwszy koncert grupy The Beach Boys.
- 1963:
  - Fernando Schwalb López Aldana został premierem Peru.
  - Rozwiązano Federację Rodezji i Niasy.
- 1965:
  - Dowódca armii Republiki Środkowoafrykańskiej Jean-Bédel Bokassa obalił prezydenta Davida Dacko i następnego dnia zajął jego miejsce.
  - W Kownie uruchomiono komunikacje tramwajową.
- 1968 – Dokonano oblotu naddźwiękowego samolotu pasażerskiego Tu-144.
- 1970 – W katastrofie samolotu Ił-18B w Leningradzie zginęły 93 osoby.
- 1973:
  - Carlos Arias Navarro został premierem Hiszpanii.
  - W Izraelu odbyły się wybory do Knessetu.
  - W Sydney odbył się pierwszy koncert australijskiej grupy hardrockowej AC/DC.
- 1974 – Nieudany wojskowy zamach stanu na Madagaskarze.
- 1975 – Zlikwidowano komunikację tramwajową w niemieckim Eisenach.
- 1978 – W rosyjskiej miejscowości Ust-Czugor zmierzono najniższą temperaturę w historii Europy (−58,1 °C).
- 1979 – 48 osób zginęło, a około 50 odniosło obrażenia w pożarze Opémiska Community Hall w Chapais w kanadyjskiej prowincji Quebec.
- 1980 – W zamachu bombowym na Fairmont The Norfolk Hotel w stolicy Kenii Nairobi zginęło 20 osób, a 87 zostało rannych.
- 1981 – Prezydent Ghany Hilla Limann został obalony w wojskowym zamachu stanu przeprowadzonym przez por. Jerry’ego Rawlingsa, który rozpoczął 19-letnie dyktatorskie rządy.
- 1983:
  - Gen. Muhammadu Buhari dokonał wojskowego zamachu stanu i przejął władzę w Nigerii.
  - Na dworcu kolejowym w Marsylii i na pokładzie pociągu TGV Marsylia-Paryż wybuchły bomby, zabijając 5 osób i raniąc kilkadziesiąt. Zamachy są przypisywane organizacji terrorystycznej Ilicha Ramíreza Sáncheza ps. „Carlos” lub „Szakal”.
- 1984 – Stany Zjednoczone wystąpiły z UNESCO.
- 1986 – W pożarze Dupont Plaza Hotel w San Juan na Portoryko zginęło 97 osób, a 140 zostało rannych.
- 1987 – Robert Mugabe został prezydentem Zimbabwe.
- 1988 – Krzysztof Wielicki dokonał pierwszego zimowego wejścia na ośmiotysięcznik Lhotse w Himalajach.
- 1990:
  - Rosjanin Garri Kasparow pokonując swego rodaka Anatolija Karpowa obronił tytuł szachowego mistrza świata.
  - Uruchomiono drugą linię metra w Mińsku.
- 1991 – Formalnie przestał istnieć ZSRR.
- 1993 – Weszła w życie nowa konstytucja Peru.
- 1994:
  - 15 osób zginęło, a 164 odniosły obrażenia w pożarze hotelu „Switel” w Antwerpii.
  - I wojna czeczeńska: wojska rosyjskie rozpoczęły szturm Groznego.
- 1999:
  - Boris Jelcyn złożył dymisję ze stanowiska prezydenta Rosji. Tymczasowym prezydentem został premier Władimir Putin.
  - Otwarto koło obserwacyjne London Eye.
  - Panama przejęła zarząd nad Kanałem Panamskim.
  - Po wypuszczeniu z więzienia przez władze Indii 3 kleryków z Kaszmiru, 5 islamskich porywaczy uwolniło na lotnisku w afgańskim Kandaharze 155 zakładników z uprowadzonego 24 grudnia samolotu Indian Airlines.
  - Stacja NBC wyemitowała ostatni (752.) odcinek opery mydlanej Sunset Beach.
  - Z Ashmolean Museum w Oksfordzie skradziono obraz Paula Cézanne’a Auvers-sur-Oise (1879–1882), wyceniany na 4,8 miliona dolarów.
- 2004:
  - Otwarto oficjalnie najwyższy wówczas budynek na świecie Taipei 101.
  - W elektrowni atomowej w Ignalinie na Litwie wyłączono reaktor nr 1.
- 2006:
  - 3 osoby zginęły, a 40 odniosło obrażenia w serii zamachów bombowych w stolicy Tajlandii Bangkoku.
  - Saddam Husajn został pochowany w swej rodzinnej miejscowości Al-Audża.
- 2007 – W Bhutanie odbyły się pierwsze w historii wybory parlamentarne.
- 2008 – ChRL i Wietnam zakończyły demarkację wspólnej granicy.
- 2009:
  - W elektrowni atomowej w Ignalinie wyłączono ostatni reaktor nr 2.
  - W fińskim Espoo kosowski imigrant Ibrahim Shkupolli zamordował nożem swoją żonę i zastrzelił 4 osoby w pobliskim supermarkecie, po czym popełnił samobójstwo.
- 2011 – Konflikt wewnętrzny w Sudanie Południowym: w okolicy miasta Pibor ok. 6 tys. członków plemienia Lou Nuer i Białej Armii Nuerów rozpoczęło masakrę ok. 3 tys. członków plemienia Murle (31 grudnia-2 stycznia).
- 2014 – W wyniku wybuchu paniki podczas imprezy sylwestrowej na promenadzie w Szanghaju zostało zadeptanych 36 osób, a 47 odniosło obrażenia.
- 2018 – W wyniku wybuchu gazu w wieżowcu w rosyjskim Magnitogorsku zginęło 39 osób, a 17 zostało rannych.
- 2023 – Królowa Danii Małgorzata II zapowiedziała swoją abdykację, która nastąpiła 14 stycznia 2024.

## Urodzili się
- 225 – Wawrzyniec z Rzymu, diakon, męczennik, święty (zm. 258)
- 1378 – Kalikst III, papież (zm. 1458)
- 1504 – Beatrycze Aviz, infantka portugalska, księżna Sabaudii (zm. 1538)
- 1514 – Andreas Vesalius, flamandzki anatom (zm. 1564)
- 1549 – Henryk I de Guise, francuski książę, dowódca wojskowy (zm. 1588)
- 1564 – Ernest II, książę Brunszwiku-Lüneburga (zm. 1611)
- 1572 – Go-Yōzei, cesarz Japonii (zm. 1617)
- 1586 – Magdalena Sybilla Hohenzollern, księżniczka pruska, księżna-elektorowa Saksonii (zm. 1659)
- 1612 – Hieronim Pinocci, polski kupiec, dyplomata, polityk, pisarz pochodzenia włoskiego (zm. 1676)
- 1614 – Katarzyna de Bar, francuska zakonnica, założycielka Mniszek Benedyktynek od Nieustającej Adoracji Najświętszego Sakramentu, czcigodna Służebnica Boża (zm. 1698)
- 1617 – Bartolomé Esteban Murillo, hiszpański malarz (zm. 1682)
- 1632 – Abbas II, szach Persji (zm. 1666)
- 1644 – Jan František Kryštof z Talmberka, czeski duchowny katolicki, biskup hradecki (zm. 1698)
- 1668 – Herman Boerhaave, holenderski lekarz, humanista (zm. 1738)
- 1682 – Kasper Niesiecki, polski duchowny katolicki, jezuita, teolog, genealog, heraldyk, pisarz (zm. 1744)
- 1694 – Jan Alcober, hiszpański dominikanin, misjonarz, męczennik, święty (zm. 1748)
- 1696:
  - Martin Spangberg, rosyjski żeglarz, odkrywca pochodzenia duńskiego (zm. 1761)
  - Thomas Winnington, brytyjski polityk (zm. 1746)
- 1706 – Maria Krucyfiksa Satellico, włoska klaryska, błogosławiona (zm. 1745)
- 1720 – Karol Edward Stuart, jakobicki pretendent do tronu Anglii i Szkocji (zm. 1788)
- 1725 – Stefan Łuskina, polski jezuita, wydawca prasowy (zm. 1793)
- 1738:
  - Charles Cornwallis, brytyjski arystokrata, generał, polityk, gubernator Indii (zm. 1805)
  - Jean Hermann, francuski lekarz, przyrodnik (zm. 1800)
- 1739 – Friedrich Wilhelm von Arnim, pruski polityk (zm. 1801)
- 1741 – Izabela Maria Burbon-Parmeńska, księżniczka Parmy (zm. 1763)
- 1747 – Gottfried August Bürger, niemiecki pisarz (zm. 1794)
- 1751 – Giovanni Battista Lampi (starszy), włoski malarz, portrecista (zm. 1830)
- 1755:
  - Antoni Burbon, infant hiszpański, książę Neapolu i Sycylii (zm. 1817)
  - Thomas Grenville, brytyjski arystokrata, polityk, bibliofil (zm. 1846)
- 1763:
  - Ludwik Mauduit, francuski duchowny katolicki, męczennik, błogosławiony (zm. 1792)
  - Pierre-Charles Villeneuve, francuski wiceadmirał (zm. 1806)
- 1771:
  - Kajetan Koźmian, polski poeta, publicysta, pamiętnikarz, tłumacz (zm. 1856)
  - Juan Manuel Rodríguez, salwadorski polityk, prezydent Salwadoru (zm. 1847)
- 1785 – Antoni Paweł Sułkowski, polski generał (zm. 1836)
- 1794 – Pierre Adolphe Piorry, francuski lekarz (zm. 1879)
- 1795 – Aleksandr Stroganow, rosyjski generał, polityk (zm. 1891)
- 1796 – Ignacy Pietraszewski, polski orientalista (zm. 1869)
- 1798 – Friedrich Robert Faehlmann, estoński filolog (zm. 1850)
- 1799 – Thomas Täglichsbeck, niemiecki skrzypek, kompozytor (zm. 1867)
- 1802 – Maksymilian Stanisław Ryłło, polski jezuita, misjonarz (zm. 1848)
- 1803:
  - Johann Carl Fuhlrott, niemiecki antropolog (zm. 1877)
  - José María Heredia, hiszpański poeta (zm. 1839)
  - Joshua Van Sant, amerykański prawnik, polityk (zm. 1884)
- 1804 – Alfred Młocki, polski ziemianin, polityk (zm. 1882)
- 1805 – Marie d’Agoult, francuska pisarka (zm. 1876)
- 1808 – Tytus Woyciechowski, polski ziemianin, przemysłowiec, mecenas sztuki (zm. 1879)
- 1811 – (lub 1812) Julian Dobrski, polski śpiewak operowy (tenor), kompozytor, pedagog (zm. 1886)
- 1814 – Jules Simon, francuski filozof, polityk (zm. 1896)
- 1815 – George Meade, amerykański generał, inżynier (zm. 1872)
- 1821:
  - Seweryn Kisielewski, polski ziemianin, filantrop (zm. 1915)
  - Philipp M. Schmutzer, austriacki kompozytor, muzyk (zm. 1898)
- 1824:
  - Jan Ignacy Korytkowski, polski duchowny katolicki, biskup pomocniczy nominat gnieźnieński, historyk, archiwista, bibliotekarz (zm. 1888)
  - Alexander Winchell, amerykański geolog, zoolog, botanik, wykładowca akademicki (zm. 1891)
- 1825 – James Hobrecht, niemiecki inżynier (zm. 1902)
- 1826 – Ferdynand Weigel, polski adwokat, polityk, prezydent Krakowa (zm. 1901)
- 1829 – Stepan Bedros X Azarian, ormiański duchowny katolicki, tytularny arcybiskup Nikozji, patriarcha Kościoła katolickiego obrządku ormiańskiego (zm. 1889)
- 1830 – Isma’il Pasza, kedyw Egiptu i Sudanu (zm. 1895)
- 1831 – Wilhelm Kohn, polski lekarz pochodzenia żydowskiego (zm. 1882)
- 1832 – Thomas Kinsella, amerykański polityk pochodzenia irlandzkiego (zm. 1884)
- 1833 – Salvador Jovellanos, paragwajski polityk, prezydent Paragwaju (zm. 1881)
- 1834 – Józef Michalski, polski duchowny katolicki, prozaik, poeta (zm. 1893)
- 1838 – Jules Dalou, francuski rzeźbiarz (zm. 1902)
- 1840 – Michał Arct, polski księgarz, wydawca, encyklopedysta (zm. 1916)
- 1842 – Giovanni Boldini, włoski malarz portrecista (zm. 1931)
- 1844 – Ricardo Balaca, hiszpański malarz batalista (zm. 1880)
- 1846 – Ferdinand Domela Nieuwenhuis, holenderski działacz socjalistyczny i anarchistyczny, polityk (zm. 1919)
- 1848 – Kazimiera Gruszczyńska, polska zakonnica, założycielka i pierwsza przełożona generalna Zgromadzenia Sióstr Franciszkanek od Cierpiących, Służebnica Boża (zm. 1927)
- 1852 – Włodzimierz (Sokołowski-Awtonomow), rosyjski biskup prawosławny (zm. 1931)
- 1853:
  - Henrik Tore Cedergren, szwedzki inżynier komunikacji telefonicznej (zm. 1909)
  - Henryk Kolischer, polski prawnik, przedsiębiorca, polityk, poseł na Sejm Ustawodawczy pochodzenia żydowskiego (zm. 1932)
- 1854 – Arthur Leppmann, niemiecki psychiatra, neurolog, specjalista medycyny sądowej (zm. 1921)
- 1855 – Giovanni Pascoli, włoski poeta (zm. 1912)
- 1856 – Wojciech Kossak, polski malarz (zm. 1942)
- 1858:
  - Vincas Kudirka, litewski poeta, kompozytor (zm. 1899)
  - Stanisław Suryn, polski generał, rosyjski generał major (zm. 1928)
- 1859:
  - Max Fiedler, niemiecki dyrygent (zm. 1939)
  - János Hock, węgierski polityk, prezydent Węgier (zm. 1936)
- 1860:
  - Mieczysław Bronikowski, polski profesor nauk technicznych (zm. 1955)
  - Horace Lyne, walijski rugbysta, sędzia i działacz sportowy (zm. 1949)
  - John T. Thompson, amerykański konstruktor broni strzeleckiej (zm. 1940)
- 1861 – Włodzimierz Tetmajer, polski malarz, pisarz (zm. 1923)
- 1862 – Ryszard Abramowski, polsko-niemiecki duchowny ewangelicki, tłumacz, redaktor, wydawca (zm. 1932)
- 1863 – Alfredo Panzini, włoski pisarz (zm. 1939)
- 1864 – Robert Grant Aitken, amerykański astronom (zm. 1951)
- 1866:
  - Karol Myśliwiec, polski duchowny katolicki, działacz społeczny i narodowy na Śląsku (zm. 1897)
  - Sylwester Stankiewicz, polski generał porucznik w służbie rosyjskiej (zm. 1919)
- 1867:
  - Paweł Dunajski, polski duchowny katolicki, działacz społeczny (zm. 1957)
  - Karl Kowalczewski, niemiecki rzeźbiarz pochodzenia polskiego (zm. 1927)
- 1869 – Henri Matisse, francuski malarz (zm. 1954)
- 1870:
  - Mbah Gotho, indonezyjski superstulatek (zm. 2017)
  - Stanisław Skalski, polski lekarz, działacz społeczny (zm. 1937)
- 1871 – Franz Müller, niemiecki lekarz, farmaceuta (zm. 1945)
- 1875:
  - Wacław Bajkowski, polski adwokat, polityk, prezydent Lublina (zm. 1941)
  - Wojciech Owczarek, polski duchowny katolicki, biskup pomocniczy włocławski (zm. 1938)
- 1876 – Erwin Hintze, niemiecki historyk sztuki, muzealnik (zm. 1931)
- 1877:
  - Hnat Chotkewycz, ukraiński pisarz, kompozytor, bandurzysta, muzykolog, etnograf (zm. 1938)
  - Viktor Dyk, czeski poeta, prozaik, polityk, prawnik, wolnomularz (zm. 1931)
- 1878:
  - Elizabeth Arden, amerykańska bizneswoman (zm. 1966)
  - Jerzy Karszniewicz, polski malarz (zm. 1945)
  - Horacio Quiroga, urugwajski pisarz (zm. 1937)
- 1879:
  - Mieczysław Oxner, polski oceanograf pochodzenia żydowskiego (zm. 1944)
  - Vilhelm Vett, duński żeglarz sportowy (zm. 1962)
- 1880 – George Marshall, amerykański generał, polityk, laureat Pokojowej Nagrody Nobla (zm. 1959)
- 1881:
  - George Hall, brytyjski polityk (zm. 1965)
  - Max Pechstein, niemiecki malarz, grafik (zm. 1955)
- 1882 – Ragnar Svensson, szwedzki żeglarz sportowy (zm. 1959)
- 1883 – Seweryn Dziubałtowski, polski botanik, fitosocjolog, wykładowca akademicki (zm. 1944)
- 1884:
  - Franciszek Błasiak, polski sierżant Legionów Polskich (zm. 1916)
  - Edgar Page, angielski hokeista na trawie, krykiecista (zm. 1956)
- 1885:
  - Wiktoria Adelajda ze Szlezwika-Holsztynu, księżna Saksonii-Coburg-Gothy (zm. 1970)
  - Joannicjusz (Spieranski), rosyjski biskup prawosławny (zm. 1969)
- 1886 – Andrzej (Petkow), bułgarski duchowny prawosławny, metropolita nowojorski (zm. 1972)
- 1887 – Jan Chmurowicz, polski generał brygady (zm. 1965)
- 1888:
  - Walenty Dymek, polski duchowny katolicki, arcybiskup metropolita poznański (zm. 1956)
  - Andrzej Pronaszko, polski malarz, scenograf (zm. 1961)
- 1889:
  - José Miguel de Barandiarán, baskijski duchowny katolicki, antropolog, językoznawca (zm. 1991)
  - Wilhelm Grimm, niemiecki polityk nazistowski, gauleiter Norymbergi-Fürth-Erlangen (zm. 1944)
  - Czesław Krupski, polski samorządowiec, polityk, poseł na Sejm RP (zm. po 1939)
  - Marcel Pilet-Golaz, szwajcarski polityk, prezydent Szwajcarii (zm. 1958)
- 1890:
  - József Berkes, węgierski gimnastyk (zm. 1963)
  - Karol May, polski oficer kawalerii (zm. 1940)
  - Ezequiel Padilla Peñaloza, meksykański pisarz, polityk, dyplomata (zm. 1971)
- 1891 – Pál Simon, węgierski lekkoatleta, sprinter (zm. 1922)
- 1892:
  - Michaił Guriewicz, rosyjski konstruktor lotniczy (zm. 1976)
  - Jason Robards Sr., amerykański aktor (zm. 1963)
- 1893 – Fryderyk Krystian Albert Wettyn, niemiecki arystokrata (zm. 1968)
- 1894 – Czesław Jastrzębiec-Kozłowski, polski poeta, tłumacz, esperantysta (zm. 1956)
- 1895 – Johannes Riives, estońsko-kanadyjski neurolog, neurochirurg (zm. 1971)
- 1896:
  - Mieczysław Garsztka, polski pilot wojskowy, as myśliwski (zm. 1919)
  - Helena Suska, polska i kanadyjska malarka (zm. 1993)
- 1897 – Mieczysław Dobrzański, polski podpułkownik dyplomowany piechoty (zm. 1943)
- 1898 – István Dobi, węgierski polityk komunistyczny, premier i przewodniczący Rady Prezydialnej Węgierskiej Republiki Ludowej (zm. 1968)
- 1899:
  - Gaston Glass, amerykański aktor, producent filmowy pochodzenia francuskiego (zm. 1965)
  - Georg Jung, austriacki malarz, designer, pisarz, teoretyk sztuki (zm. 1957)
  - Jonas Lie, norweski funkcjonariusz policji, polityk, szef norweskiego SS (zm. 1945)
  - Łazar Lusternik, rosyjski matematyk, wykładowca akademicki pochodzenia żydowskiego (zm. 1981)
  - Eduards Prāmnieks, łotewski polityk komunistyczny (zm. 1938)
  - Silvestre Revueltas, meksykański kompozytor, skrzypek, dyrygent (zm. 1940)
- 1900 – Ivan Riley, amerykański lekkoatleta, płotkarz (zm. 1943)
- 1901 – Karl-August Fagerholm, fiński dziennikarz, związkowiec, polityk, premier Finlandii (zm. 1984)
- 1902:
  - Michaił Dudko, rosyjski baletmistrz (zm. 1984)
  - Léon Galvaing, francuski kolarz torowy i szosowy (zm. 1963)
- 1903:
  - Eugeniusz Filipowicz, polski major, polityk, poseł na Sejm RP (zm. 1999)
  - Ilarie Voronca, rumuński poeta pochodzenia żydowskiego (zm. 1946)
- 1904:
  - Zofia Barwińska, polska aktorka (zm. 1991)
  - Fumiko Hayashi, japoński pisarz (zm. 1951)
  - Klemens Tilmann, niemiecki teolog, oratorianin (zm. 1984)
- 1905:
  - Tadeusz Breza, polski pisarz (zm. 1970)
  - Marian de la Mata Aparício, hiszpański augustianin, misjonarz, błogosławiony (zm. 1983)
  - Guy Mollet, francuski polityk, premier Francji (zm. 1975)
  - Jule Styne, amerykański kompozytor (zm. 1994)
- 1906:
  - Tadeusz Beyer, polski chemik, krajoznawca (zm. 1977)
  - Erna Bogen-Bogáti, węgierska florecistka (zm. 2002)
  - Aleksandr Fajncymmer, rosyjski reżyser filmowy (zm. 1982)
- 1907 – Ramón de la Fuente Leal, hiszpański piłkarz, trener (zm. 1973)
- 1908:
  - James Brown, amerykański piłkarz pochodzenia szkockiego (zm. 1994)
  - Herbert Dill, niemiecki lekkoatleta, chodziarz (zm. 1944)
  - Silvio Hernández, meksykański koszykarz (zm. 1984)
  - Szymon Wiesenthal, austriacki inżynier architekt, tropiciel zbrodniarzy nazistowskich, pisarz pochodzenia żydowskiego (zm. 2005)
- 1909:
  - Ruth Kowalska, polska aktorka, reżyserka teatralna pochodzenia żydowskiego (zm. 1979)
  - Konstantin Rusakow, radziecki polityk (zm. 1993)
- 1910:
  - Werner Conze, niemiecki historyk, działacz nazistowski (zm. 1986)
  - Carl Dudley, amerykański reżyser filmowy (zm. 1973)
  - Jerzy Gaczek, polski pianista, kompozytor, dyrygent, pedagog (zm. 2013)
  - Roy Rowland, amerykański reżyser filmowy (zm. 1995)
- 1912:
  - Eugeniusz Budlewski, polski architekt, urbanista, wykładowca akademicki (zm. 2004)
  - John D. Frost, brytyjski generał major (zm. 1993)
  - Franciszek Edmund Prędki, polski nauczyciel, działacz podziemia antynazistowskiego (zm. 2017)
- 1913:
  - Amado Azar, argentyński bokser (zm. 1971)
  - Wincenty Broniwój-Orliński, polski pułkownik, prawnik, polityk, działacz emigracyjny (zm. 2006)
  - Adalbert Schnee, niemiecki komandor (zm. 1982)
- 1914 – Yrjö Nikkanen, fiński lekkoatleta, oszczepnik (zm. 1985)
- 1915:
  - Siemion Chochriakow, radziecki major (zm. 1945)
  - Wasilis Efremidis, grecki prawnik, dziennikarz, polityk komunistyczny (zm. 2000)
  - Neil Paterson, szkocki scenarzysta filmowy (zm. 1995)
- 1917:
  - Italo Astolfi, włoski kolarz szosowy (zm. 2004)
  - Suzy Delair, francuska aktorka, piosenkarka (zm. 2020)
  - Irena Dowgielewicz, polska poetka, pisarka (zm. 1987)
  - Evelyn Knight, amerykańska piosenkarka (zm. 2007)
  - Jochanan Kohen, izraelski polityk, dyplomata (zm. 2013)
- 1918:
  - Virginia Davis, amerykańska aktorka dziecięca (zm. 2009)
  - Gunder Hägg, szwedzki lekkoatleta, średniodystansowiec (zm. 2004)
  - Joachim Müncheberg, niemiecki pilot wojskowy, as myśliwski (zm. 1943)
- 1919:
  - Folke Alnevik, szwedzki lekkoatleta, sprinter (zm. 2020)
  - Abd al-Karim Ghallab, marokański pisarz (zm. 2017)
  - Fritz Schwab, szwajcarski lekkoatleta, chodziarz (zm. 2006)
- 1920:
  - Rex Allen, amerykański aktor, piosenkarz (zm. 1999)
  - Jean Chabbert, francuski duchowny katolicki, arcybiskup Rabatu, biskup Perpignan-Elne (zm. 2016)
  - Jan Świątkowski, polski wioślarz, trener (zm. 2007)
- 1921:
  - Noemi Korsan-Ekert, polska aktorka, reżyserka teatralna pochodzenia żydowskiego (zm. 2013)
  - Gilbert Stork, amerykański biochemik pochodzenia belgijskiego (zm. 2017)
- 1922 – Halina Czerny-Stefańska, polska pianistka, chopinistka, pedagog (zm. 2001)
- 1923:
  - Gustavo Magariños, urugwajski koszykarz (zm. 2014)
  - Balbir Singh, indyjski hokeista na trawie (zm. 2020)
- 1924:
  - Vicki Draves, amerykańska skoczkini do wody (zm. 2010)
  - Hendrik S. Houthakker, amerykański przedsiębiorca, ekonomista pochodzenia żydowskiego (zm. 2008)
  - Attilio Ruffini, włoski prawnik, polityk (zm. 2011)
- 1926:
  - Jadwiga Kaczyńska, polska polonistka, nauczycielka (zm. 2013)
  - Paolo Magnani, włoski duchowny katolicki, biskup Lodi i Treviso (zm. 2023)
  - Billy Snedden, australijski polityk (zm. 1987)
- 1927:
  - David Gray, brytyjski dziennikarz, działacz tenisowy (zm. 1983)
  - Konrad Jarodzki, polski architekt, malarz, rysownik (zm. 2021)
  - Clifford Jones, amerykański polityk (zm. 2008)
- 1928:
  - Sture Allén, szwedzki językoznawca, profesor lingwistyki komputerowej (zm. 2022)
  - Amarillo Slim, amerykański pokerzysta (zm. 2012)
- 1929:
  - Doug Anthony, australijski polityk, wicepremier (zm. 2020)
  - Wiktor Kinecki, polski polityk, poseł na Sejm PRL, działacz partyjny, dyplomata
  - João Pilarski, brazylijski malarz prymitywista pochodzenia polskiego (zm. 2004)
- 1930:
  - Odetta Holmes, amerykańska piosenkarka, gitarzystka, autorka tekstów, działaczka na rzecz praw człowieka (zm. 2008)
  - Anatolij Kuzniecow, rosyjski aktor (zm. 2014)
- 1931:
  - George Ardisson, włoski aktor (zm. 2014)
  - Silvestre Luís Scandián, brazylijski duchowny katolicki, arcybiskup Vitórii (zm. 2019)
  - Bob Shaw, północnoirlandzki pisarz (zm. 1996)
- 1932:
  - Mildred Scheel, niemiecka lekarka, pierwsza dama (zm. 1985)
  - Eugeniusz Zieliński, polski politolog, prawnik
- 1933:
  - Siemion Farada, rosyjski aktor (zm. 2009)
  - Evarist Pinto, pakistański duchowny katolicki, arcybiskup Karaczi
  - Raffaele Nogaro, włoski duchowny katolicki, biskup Caserty
- 1934:
  - Douglas Blubaugh, amerykański zapaśnik (zm. 2011)
  - Joãoquinzinho, brazylijski piłkarz (zm. 2007)
- 1935:
  - Ron Northcott, kanadyjski curler (zm. 2023)
  - Salman ibn Abd al-Aziz Al Su’ud, król Arabii Saudyjskiej
- 1937:
  - Nicolas Born, niemiecki poeta, prozaik (zm. 1979)
  - Awram Herszko, izraelski biolog, laureat Nagrody Nobla
  - Francisco Gabica, hiszpański kolarz szosowy (zm. 2014)
  - Anthony Hopkins, brytyjski aktor
  - Henryk Pijanowski, polski aktor, reżyser teatralny-lalkarz, lektor filmowy
  - Hal Rogers, amerykański polityk, kongresmen
  - Milutin Šoškić, serbski piłkarz (zm. 2022)
- 1938:
  - Rosalind Cash, amerykańska aktorka (zm. 1995)
  - Atje Keulen-Deelstra, holenderska łyżwiarka szybka (zm. 2013)
  - Michael Rubbo, australijski reżyser, scenarzysta i producent filmowy
- 1939:
  - Christian Mejdahl, duński polityk
  - Herman Schmid, szwedzki socjolog, wykładowca akademicki, polityk
  - Willye White, amerykańska lekkoatletka, sprinterka i skoczkini w dal (zm. 2007)
- 1940:
  - José de Anchieta Fontana, brazylijski piłkarz (zm. 1980)
  - Marek Czapliński, polski historyk
  - Krystyna Grzybowska, polska dziennikarka, publicystka (zm. 2018)
  - Luis Rubiños, peruwiański piłkarz, bramkarz
- 1941:
  - Janusz Karol Barański, polski animator kultury, harcmistrz RP
  - Hugo Berly, chilijski piłkarz (zm. 2009)
  - Sean S. Cunningham, amerykański reżyser filmowy
  - Alex Ferguson, szkocki piłkarz, trener
  - Romualdas Lavrinavičius, litewski piłkarz, trener
  - Sarah Miles, brytyjska aktorka
  - Rihards Pīks, łotewski polityk
  - Alejo Zavala Castro, meksykański duchowny katolicki, biskup Chilpancingo-Chilapa
  - Bogdan Zeidler, polski działacz sportowy, prezes klubu Lech Poznań (zm. 2024)
- 1942:
  - Grzegorz Strouhal, polski strzelec sportowy (zm. 2016)
  - Andy Summers, brytyjski gitarzysta, członek zespołu The Police
- 1943:
  - Yawovi Agboyibo, togijski prawnik, polityk, premier Togo (zm. 2020)
  - John Denver, amerykański piosenkarz (zm. 1997)
  - Wolfgang Gerhardt, niemiecki politolog, polityk, minister nauki i kultury, wicepremier (zm. 2024)
  - Ben Kingsley, brytyjski aktor
  - Pete Quaife, brytyjski basista, członek zespołu The Kinks (zm. 2010)
  - Piotr Soyka, polski przedsiębiorca, menadżer (zm. 2020)
- 1944:
  - Taylor Hackford, amerykański reżyser i producent filmowy
  - François Mathy, belgijski jeździec sportowy
  - Władimir Musalimow, ukraiński podpułkownik, bokser, trener (zm. 2013)
  - Neil Ross, brytyjski aktor głosowy i dubbingowy
- 1945:
  - Leonard Adleman, amerykański informatyk, biolog molekularny
  - Bárbara Carrera, amerykańska aktorka
  - Henryk Cegielski, polski koszykarz (zm. 2015)
  - Eugeniusz Smolar, polski dziennikarz, działacz opozycji antykomunistycznej pochodzenia żydowskiego
  - Vernon Wells, australijski aktor
  - Connie Willis, amerykańska pisarka science fiction
- 1946:
  - Boris Dubin, rosyjski socjolog, tłumacz (zm. 2014)
  - Wojciech Dutka, polski działacz ekologiczny (zm. 2005)
  - Flecha, brazylijski piłkarz
  - Robert Morlino, amerykański duchowny katolicki pochodzenia włoskiego, biskup Madison (zm. 2018)
  - Dewey Tomko, amerykański zawodowy pokerzysta
- 1947:
  - Eugeniusz Kolator, polski sędzia piłkarski, działacz sportowy
  - Tim Matheson, amerykański aktor, reżyser filmowy
  - Gerhard Ludwig Müller, niemiecki duchowny katolicki, arcybiskup, prefekt Kongregacji Nauki Wiary
- 1948:
  - Joe Dallesandro, amerykański aktor
  - Jan Dworak, polski dziennikarz i producent filmowy, przewodniczący KRRiTV
  - Sandy Jardine, szkocki piłkarz (zm. 2014)
  - Donna Summer, amerykańska piosenkarka (zm. 2012)
- 1949:
  - Bruce Davidson, amerykański jeździec sportowy
  - Siergiej Gorochowodacki, kazachski piłkarz, trener (zm. 2022)
  - Gbaya Boniface Ziri, iworyjski duchowny katolicki, biskup Abengourou
- 1950:
  - Inge Helten, niemiecka lekkoatletka, sprinterka
  - Tomás Herrera, kubański koszykarz (zm. 2020)
  - Tehching Hsieh, tajwański i amerykański artysta, performer
  - Anna Ślawska-Waniewska, polska fizyk, profesor nauk fizycznych
- 1951:
  - Andranik Eskandarijan, irański piłkarz pochodzenia ormiańskiego
  - Tom Hamilton, amerykański muzyk, członek zespołu Aerosmith
  - Kenny Roberts, amerykański motocyklista wyścigowy
  - Krystyna Stołecka, polska poetka, pisarka, felietonistka, redaktorka
- 1952:
  - Vaughan Jones, nowozelandzki matematyk, wykładowca akademicki (zm. 2020)
  - José de Lanza Neto, brazylijski duchowny katolicki, biskup Guaxupé
- 1953:
  - Jahja wuld Haddamin, mauretański polityk, premier Mauretanii
  - James Remar, amerykański aktor
- 1954:
  - Ingibjörg Sólrún Gísladóttir, islandzka polityk, feministka
  - Martin Holley, amerykański duchowny katolicki, biskup pomocniczy Waszyngtonu
  - Alex Salmond, brytyjski ekonomista, historyk, polityk, pierwszy minister Szkocji (zm. 2024)
  - Hermann Tilke, niemiecki architekt, kierowca wyścigowy
- 1955:
  - Gregor Braun, niemiecki kolarz torowy i szosowy
  - Wojciech Próchniewicz, polski poeta, prozaik, autor książek i piosenek dla dzieci i młodzieży, dramaturg, scenarzysta (zm. 2011)
  - Jaime Soto, amerykański duchowny katolicki pochodzenia meksykańskiego, biskup Sacramento
- 1956:
  - Robert Goodwill, brytyjski polityk
  - Helma Knorscheidt, niemiecka lekkoatletka, kulomiotka
  - Bohumil Páník, czeski trener piłkarski
  - Ahmed Salah, dżibutyjski lekkoatleta, maratończyk
  - Zdeněk Škromach, czeski inżynier, polityk
  - Muhammad uld Ghazuni, mauretański polityk, prezydent Mauretanii
- 1957:
  - Franklin Jacobs, amerykański lekkoatleta, skoczek wzwyż
  - Fabrizio Meoni, włoski motocyklista rajdowy (zm. 2005)
  - Maria Stankiewicz, polska biolog
- 1958:
  - Peter Hultqvist, szwedzki dziennikarz, samorządowiec, polityk
  - Tomomi Mochizuki, japoński reżyser filmów anime
  - Bebe Neuwirth, amerykańska aktorka
  - Barbara Wiśniewska, polska dziennikarka radiowa
- 1959:
  - Małgorzata Breś, polska florecistka
  - Milan Janković, serbski piłkarz, trener
  - Val Kilmer, amerykański aktor, producent filmowy, teatralny i telewizyjny (zm. 2025)
  - Paul Roberts, brytyjski wokalista, kompozytor, członek zespołów The Stranglers i Soulsec
  - Ondřej Trojan, czeski aktor, reżyser i producent filmowy
  - Baron Waqa, naurański polityk, prezydent Nauru
  - Paul Westerberg, amerykański muzyk, wokalista, członek zespołu The Replacements
- 1960:
  - Steve Bruce, angielski piłkarz, trener
  - Siv Lunde, norweska biathlonistka
  - John Allen Muhammad, amerykański seryjny morderca (zm. 2009)
  - Pedro Javier Torres, argentyński duchowny katolicki, biskup pomocniczy Córdoby
- 1961:
  - Rainer Ernst, niemiecki piłkarz
  - Joanna Johnson, amerykańska aktorka, scenarzystka i producentka filmowa
  - Fryderyk Kapinos, polski samorządowiec, polityk, burmistrz Mielca, poseł na Sejm RP
- 1962:
  - Tyrone Corbin, amerykański koszykarz, trener
  - Don Diamont, amerykański aktor pochodzenia żydowskiego
  - Jeff Flake, amerykański polityk, senator
  - Jennifer Higdon, amerykańska kompozytorka, dyrygentka, instrumentalistka
  - Nelson Luís Kerchner, brazylijski piłkarz, trener
  - Lance Reddick, amerykański aktor (zm. 2023)
- 1963:
  - Scott Ian, amerykański muzyk rockowy, gitarzysta, założyciel i lider zespołu Anthrax
  - Ahmad Al Maktoum, emiracki strzelec sportowy
  - Raugi Yu, kanadyjski aktor
- 1964:
  - Włatko Bogdanowski, macedoński szachista
  - Marzena Brzóstowicz, polska wokalistka, kompozytorka, autorka tekstów
  - Fliura Uskowa, kazachska szachistka
  - Valentina Vargas, chilijska aktorka
- 1965:
  - Tony Dorigo, angielski piłkarz pochodzenia australijskiego
  - Gong Li, chińska aktorka
  - Daniel Guzmán, meksykański piłkarz, trener
  - Nicholas Sparks, amerykański pisarz
  - Jeff Williams, amerykański lekkoatleta, sprinter
- 1966:
  - Bjørn Lynne, norweski muzyk, kompozytor
  - Konrad Typek, polski szachista
- 1967:
  - Filaret (Bulekow), rosyjski biskup prawosławny
  - Paweł Dunin-Wąsowicz, polski dziennikarz, publicysta, krytyk literacki
  - Tomáš Kos, czeski biathlonista
  - Krystian Matysek, polski reżyser filmów dokumentalnych
  - Tomasz Sakiewicz, polski dziennikarz, publicysta
  - Valdeir, brazylijski piłkarz
- 1968:
  - Guriasz (Georgiu), rumuński biskup prawosławny (zm. 2021)
  - Małgorzata Piorun, polska aktorka
  - Luciano Szafir, brazylijski aktor, model pochodzenia żydowskiego
  - Piotr Tomaszewski, polski farmakolog, biochemik (zm. 2018)
- 1969:
  - Lahcen Abrami, marokański piłkarz
  - Janusz Kubicki, polski samorządowiec, prezydent Zielonej Góry
  - Javier Manjarín, hiszpański piłkarz
- 1970:
  - Driss Benzekri, marokański piłkarz, bramkarz
  - Ali Mołłow, bułgarski zapaśnik
  - Bryon Russell, amerykański koszykarz
  - Wadim Sajutin, rosyjski i kazachski łyżwiarz szybki
  - Víctor Torres Mestre, hiszpański piłkarz, trener
- 1971:
  - Brent Barry, kanadyjski koszykarz
  - Marcelinho Carioca, brazylijski piłkarz
  - Søren Pape Poulsen, duński nauczyciel, samorządowiec, polityk, minister sprawiedliwości (zm. 2024)
  - Heath Shuler, amerykański polityk
  - Rolando Tucker, kubański florecista
- 1972:
  - Grégory Coupet, francuski piłkarz, bramkarz
  - Joey McIntyre, amerykański piosenkarz, aktor
  - Konrad Niewolski, polski reżyser i scenarzysta filmowy
  - Ana Roš, słoweńska restauratorka
  - Grazia Zafferani, sanmaryńska polityk, kapitan regent San Marino
- 1973:
  - Tanya Gold, brytyjska dziennikarka
  - Amir Karič, słoweński piłkarz pochodzenia bośniackiego
  - Curtis Myden, kanadyjski pływak
- 1974:
  - Joe Abercrombie, brytyjski pisarz fantasy, montażysta filmowy
  - Tony Kanaan, brazylijski kierowca wyścigowy
  - Ivan Penava, chorwacki pedagog, polityk, samorządowiec, burmistrz Vukovaru
  - Mallam Yahaya, ghański piłkarz
- 1975:
  - Toni Kuivasto, fiński piłkarz
  - Mikko Sirén, fiński muzyk, członek zespołu Apocalyptica
  - Serhij Szewcow, ukraiński piłkarz, trener
- 1976:
  - Ibrahima Bakayoko, iworyjski piłkarz
  - Frédérique Bangué, francuska lekkoatletka, sprinterka
  - Ceza, turecki raper, autor tekstów
  - Patricio Galaz, chilijski piłkarz
  - Marcin Kuchciński, polski samorządowiec, wicemarszałek województwa warmińsko-mazurskiego
  - Wadim Tarasow, rosyjski hokeista, bramkarz
  - Chris Terrio, amerykański reżyser i scenarzysta filmowy
- 1977:
  - Wardy Alfaro, kostarykański piłkarz, bramkarz
  - Kewullay Conteh, sierraleoński piłkarz
  - Robert Dołęga, polski sztangista
  - PSY, południowokoreański piosenkarz, raper, tancerz, producent muzyczny
  - Donald Trump Jr., amerykański przedsiębiorca
- 1978 – Ivan Woods, maltański piłkarz pochodzenia kanadyjskiego
- 1979:
  - Bob Bryar, amerykański perkusista, członek zespołu My Chemical Romance
  - Elaine Cassidy, irlandzka aktorka
  - Agnieszka Grochowska, polska aktorka
  - Josh Hawley, amerykański polityk, senator
  - Jan Marek, czeski hokeista (zm. 2011)
  - Neca, portugalski piłkarz
  - Demetria Washington, amerykańska lekkoatletka, sprinterka
- 1980:
  - Agnieszka Hałas, polska pisarka fantasy
  - Mohamed Kaboré, burkiński piłkarz, bramkarz
  - Richie McCaw, nowozelandzki rugbysta
  - Onil, polski raper (zm. 2011)
  - Fumie Suguri, japońska łyżwiarka figurowa
- 1981:
  - Dienis Dienisow, rosyjski hokeista
  - Jolanta Guzik, polska szachistka
  - Moussa Ouattara, burkiński piłkarz
  - Margaret Simpson, ghańska lekkoatletka, wieloboistka
- 1982:
  - Pape Mamadou Diouf, senegalski piłkarz, bramkarz
  - Maniża Dawlatowa, tadżycka piosenkarka
  - Craig Gordon, szkocki piłkarz, bramkarz
  - Rafael Ledesma, brazylijski piłkarz
  - Jacek Naruniec, polski informatyk
  - Kikkan Randall, amerykańska biegaczka narciarska
- 1983:
  - Assimi Goita, malijski wojskowy, polityk, przewodniczący Narodowego Komitetu Ocalenia Ludu Mali
  - Jaqueline, brazylijska siatkarka
  - Sanjay Kumar, indyjski zapaśnik
- 1984:
  - Ewa Błachnio, polska artystka kabaretowa
  - Amadou Coulibaly, burkiński piłkarz
  - Alejandra Lazcano, meksykańska aktorka
  - Édgar Gerardo Lugo, meksykański piłkarz
  - Paul Rodriguez, amerykański skateboarder, aktor pochodzenia meksykańskiego
  - Demba Touré, senegalski piłkarz
- 1985:
  - Alaksandra Hierasimienia, białoruska pływaczka
  - Mulota Kabangu, kongijski piłkarz
  - Shay Laren, amerykańska aktorka erotyczna
- 1986:
  - Bryan Davis, amerykański koszykarz
  - Emmanuel Koné, iworyjski piłkarz
  - Olga Raonić, serbska siatkarka
  - Florent Rouamba, burkiński piłkarz
- 1987:
  - Javaris Crittenton, amerykański koszykarz
  - Seydou Doumbia, iworyjski piłkarz
  - Ángel Fournier, kubański wioślarz (zm. 2023)
  - Réginal Goreux, haitański piłkarz
  - Jan Ø. Jørgensen, duński badmintonista
  - Roland Lamah, belgijski piłkarz pochodzenia gwinejskiego
  - Nemanja Nikolić, węgierski piłkarz pochodzenia serbskiego
  - Olli-Pekka Ojansivu, fiński siatkarz
- 1988:
  - Tijan Jaiteh, gambijski piłkarz
  - Kamila Kamińska, polska aktorka
  - Alain Traoré, burkiński piłkarz
- 1989:
  - Kelvin Herrera, dominikański baseballista
  - Line Jørgensen, duńska piłkarka ręczna
  - Natalia Kowalska, polska zawodniczka sportów samochodowych
  - Mohammed Rabiu, ghański piłkarz
  - Cwetan Sokołow, bułgarski siatkarz
- 1990:
  - Patrick Chan, kanadyjski łyżwiarz figurowy pochodzenia chińskiego
  - Piotr Orzechowski, polski kompozytor i pianista jazzowy
  - Jakob Schubert, austriacki wspinacz sportowy
  - Baba Tchagouni, togijski piłkarz, bramkarz
  - Zhao Jing, chińska pływaczka
- 1991:
  - Kelsey Bone, amerykańska koszykarka
  - Dakonam Djene, togijski piłkarz
  - Bojana Jovanovski Petrović, serbska tenisistka
  - Gréta Szakmáry, węgierska siatkarka
- 1992:
  - Asia Boyd, amerykańska koszykarka
  - Chauzje Choosha, zambijska lekkoatletka, sprinterka
  - Guilherme Clézar, brazylijski tenisista
  - Amy Cure, australijska kolarka torowa i szosowa
- 1993:
  - Matthias Hamrol, niemiecki piłkarz, bramkarz
  - Dżawad Hosejnabadi, irański siatkarz
  - Arley Méndez, chilijski sztangista
- 1994:
  - Anna Dyvik, szwedzka biegaczka narciarska
  - Euloge Placca Fessou, togijski piłkarz
- 1995:
  - Anna Bączyńska, polska siatkarka
  - Gabrielle Douglas, amerykańska gimnastyczka
  - Edmond Sumner, amerykański koszykarz
- 1996:
  - Aleksandr Bolszunow, rosyjski biegacz narciarski
  - Amina Kajtaz, bośniacka pływaczka
  - Nicolas Szerszeń, francuski siatkarz pochodzenia polskiego
- 1997:
  - Ilzat Achmietow, rosyjski piłkarz pochodzenia ujgurskiego
  - Ludovic Blas, francuski piłkarz
  - Cameron Carter-Vickers, amerykański piłkarz
  - Moctar Sidi El Hacen, mauretański piłkarz
  - Kjerstin Boge Solås, norweska piłkarka ręczna
- 1998 – Gianina Ernst, niemiecko-szwajcarska skoczkini narciarska
- 1999:
  - Ellesse Andrews, nowozelandzka kolarka torowa
  - Calvin Bassey, nigeryjski piłkarz
  - Winfred Yavi, bahrajńska lekkoatletka, biegaczka średniodystansowa pochodzenia kenijskiego
- 2000:
  - Abdoul Kader Arzakou, nigeryjski piłkarz
  - Kamil Kasperczak, polski pięcioboista nowoczesny
  - Alycia Parks, amerykańska tenisistka
  - Logan Sargeant, amerykański kierowca wyścigowy
  - Aleksandra Szutko, polska strzelczyni sportowa
- 2001:
  - Tomoru Honda, japoński pływak
  - Magdalena Łuczak, polska narciarka alpejska
  - Katie Volynets, amerykańska tenisistka
- 2002:
  - Joe Mendes, szwedzki piłkarz pochodzenia kongijskiego
  - Darja Pawluczenko, rosyjska łyżwiarka figurowa
  - Joe Scally, amerykański piłkarz
  - Terquavion Smith, amerykański koszykarz
  - Mako Yamashita, japońska łyżwiarka figurowa
- 2003 – Yousif Al-Dulaimi, iracki zapaśnik
- 2004:
  - Javier Mena, kolumbijski piłkarz
  - Maria Sur, ukraińska piosenkarka

## Zmarli
- 192 – Kommodus, cesarz rzymski (ur. 161)
- 335 – Sylwester I, papież, święty (ur. ?)
- 1164 – Ottokar III, margrabia Styrii (ur. 1124)
- 1194 – Leopold V Babenberg, książę Austrii i Styrii (ur. 1157)
- 1298 – Humphrey de Bohun, angielski możnowładca (ur. ok. 1249)
- 1299 – Małgorzata Andegaweńska, hrabina Andegawenii i Maine (ur. 1273)
- 1302 – Fryderyk III, książę Górnej Lotaryngii (ur. ok. 1238)
- 1328 – Giovanni Soranzo, doża Wenecji (ur. 1240)
- 1335 – Rejnold II d’Este, senior Ferrary i Modeny (ur. przed 1289)
- 1349 – Herman z Pragi, czeski duchowny katolicki, biskup warmiński (ur. ?)
- 1384 – John Wycliffe, angielski duchowny katolicki, teolog, reformator Kościoła (ur. ok. 1329)
- 1386 – Joanna Bawarska, królowa Niemiec i Czech (ur. 1362)
- 1387 – Bianka Sabaudzka, księżna Mediolanu (ur. 1336)
- 1431 – François de Conzie, francuski duchowny katolicki, arcybiskup Narbonne, kamerling (ur. 1356)
- 1438 – Jan III, książę Meklemburgii-Stargard (ur. ?)
- 1510 – Bianca Maria Sforza, cesarzowa niemiecka (ur. 1472)
- 1601 – Hans Henneberger, niemiecki malarz (ur. 1563)
- 1610 – Ludolph van Ceulen, holenderski matematyk (ur. 1540)
- 1616 – Jan Szczęsny Herburt, polski szlachcic, polityk, dyplomata, pisarz polityczny, poeta, wydawca (ur. 1567)
- 1622 – Filip Clüver, niemiecki geograf (ur. 1580)
- 1626 – Apollonia Radermecher, niemiecka zakonnica, założycielka zakonu elżbietanek (ur. 1571)
- 1637 – Chrystian, hrabia Waldeck-Wildungen (ur. 1585)
- 1640 – Jan Franciszek Regis, francuski jezuita, święty (ur. 1597)
- 1650 – Dorgon, cesarz Chin (ur. 1612)
- 1655 – Janusz Radziwiłł, książę, podkomorzy wielki litewski, hetman polny litewski, wojewoda wileński, hetman wielki litewski (ur. 1612)
- 1659 – Alan de Solminhac, francuski duchowny katolicki, biskup Cahors, opat, kanonik regularny, błogosławiony (ur. 1593)
- 1669 – Bogusław Radziwiłł, książę, chorąży wielki litewski, koniuszy wielki litewski, generalny namiestnik Prus Książęcych (ur. 1620)
- 1679 – Giovanni Alfonso Borelli, włoski przyrodnik, matematyk, astronom, lekarz (ur. 1608)
- 1715 – William Wycherley, angielski komediopisarz (ur. 1640)
- 1719 – John Flamsteed, angielski astronom (ur. 1646)
- 1730 – Carlo Gimach, maltański architekt, inżynier, poeta (ur. 1651)
- 1742 – Karol III Filip Wittelsbach, elektor Palatynatu (ur. 1661)
- 1760 – Anton Corfiz von Ulfeldt, austriacki hrabia, polityk, dyplomata (ur. 1699)
- 1775 – Richard Montgomery, amerykański generał (ur. 1736)
- 1778 – Alvise Giovanni Mocenigo, doża Wenecji (ur. 1701)
- 1783 – Józef Sylwester Sosnowski, hetman polny litewski, pisarz polny litewski, pisarz wielki litewski, wojewoda smoleński i połocki (ur. ?)
- 1793 – Armand-Louis de Gontaut, francuski arystokrata, wojskowy, pamiętnikarz, wolnomularz (ur. 1747)
- 1799 – Jean-François Marmontel, francuski pisarz, historyk, filozof polityki (ur. 1723)
- 1801 – Giuseppe Maria Capece Zurlo, włoski duchowny katolicki, arcybiskup Neapolu, kardynał (ur. 1711)
- 1808 – Onufry Kajetan Szembek, polski duchowny katolicki, biskup płocki, senator Księstwa Warszawskiego (ur. 1743)
- 1809 – Franz Beck, niemiecki kompozytor (ur. 1734)
- 1812 – Joseph-Mathias Gérard de Rayneval, francuski literat, polityk, dyplomata (ur. 1736)
- 1815 – Michał Ignacy Kamieński, polski generał (ur. 1758)
- 1829 – Alphonse Rabbe, francuski poeta, dziennikarz (ur. 1784)
- 1830 – Stéphanie Félicité de Genlis, francuska hrabina, pisarka (ur. 1746)
- 1834 – Jean-Nicolas-Louis Durand, francuski architekt, teoretyk architektury (ur. 1760)
- 1845 – Martin Kuralt, słowacki duchowny katolicki, poeta, prozaik, bibliotekarz (ur. 1757)
- 1847 – Adelajda, księżniczka orleańska (ur. 1777)
- 1848 – Ambrose Hundley Sevier, amerykański polityk (ur. 1801)
- 1853 – Józef Hiż, polski porucznik, inżynier, topograf, uczestnik powstania listopadowego (ur. 1799)
- 1855 – Charles Hotham, brytyjski oficer, administrator kolonialny (ur. 1806)
- 1862 – Jan Stadnicki, polski ziemianin, działacz niepodległościowy, polityk, kolekcjoner militariów (ur. 1785)
- 1864 – George Dallas, amerykański polityk, wiceprezydent USA (ur. 1792)
- 1865 – Fredrika Bremer, szwedzka pisarka, feministka (ur. 1801)
- 1868 – Teresa Czartoryska, polska szlachcianka (ur. 1785)
- 1869 – Louis James Alfred Lefébure-Wély, francuski organista, kompozytor (ur. 1817)
- 1872 – Aleksis Kivi, fiński poeta, dramaturg (ur. 1834)
- 1873 – Józef Wysocki, polski generał brygady, uczestnik powstania listopadowego (ur. 1809)
- 1874 – Alexandre Ledru-Rollin, francuski adwokat, dziennikarz, polityk, wolnomularz (ur. 1807)
- 1876 – Katarzyna Labouré, francuska zakonnica, święta (ur. 1806)
- 1877:
  - Adolphe Braun, francuski fotograf, przedsiębiorca (ur. 1812)
  - Gustave Courbet, francuski malarz (ur. 1819)
- 1878:
  - Fabre Geffrard, haitański generał, polityk, prezydent Haiti (ur. 1803)
  - Minna Kleeberg, niemiecko-amerykańska poetka pochodzenia żydowskiego (ur. 1841)
- 1882 – Léon Gambetta, francuski polityk, premier Francji (ur. 1838)
- 1883 – Augustyn Frączkiewicz, polski matematyk, filozof, wykładowca akademicki (ur. 1796)
- 1884 – Gustaw Piotrowski, polski fizjolog, wykładowca akademicki, polityk (ur. 1833)
- 1885:
  - Leonard Jarosz, polski prawnik, sędzia, polityk (ur. 1822)
  - Georg Martin Ignaz Raab, austriacki malarz-portrecista (ur. 1821)
- 1888 – Samson Raphael Hirsch, niemiecki rabin (ur. 1808)
- 1889:
  - Horatio Allen, amerykański inżynier, wynalazca (ur. 1802)
  - Ion Creangă, rumuński autor literatury dziecięcej i młodzieżowej, pamiętnikarz (ur. 1837)
- 1890 – Jules Baillarger, francuski neurolog, psychiatra (ur. 1809)
- 1898 – Joseph Vacher, francuski seryjny morderca (ur. 1869)
- 1899 – Karl Millöcker, austriacki kompozytor (ur. 1842)
- 1900 – Stanisław Arct, polski księgarz, wydawca pochodzenia żydowskiego (ur. 1818)
- 1902:
  - Cándido López, argentyński malarz, żołnierz (ur. 1840)
  - Max Schede, niemiecki chirurg (ur. 1844)
- 1906:
  - Hipolit Neuwirth, polski filolog klasyczny, nauczyciel (ur. 1859)
  - Jan Rajewski, polski matematyk, wykładowca akademicki (ur. 1857)
- 1907:
  - Albert Hoffa, niemiecki chirurg, ortopeda (ur. 1859)
  - Michael Marks, brytyjski przedsiębiorca pochodzenia żydowskiego (ur. 1859)
  - Garrett Serviss, amerykański lekkoatleta, skoczek wzwyż (ur. 1881)
- 1911 – Grigorij Miasojedow, rosyjski malarz (ur. 1834)
- 1913 – Seth Carlo Chandler, amerykański astronom (ur. 1846)
- 1916:
  - Kazimierz Alchimowicz, polski malarz (ur. 1840)
  - René Schützenberger, francuski malarz pochodzenia niemieckiego (ur. 1860)
- 1920 – Antonio Sabatucci, włoski duchowny katolicki, arcybiskup, nuncjusz apostolski (ur. 1835)
- 1923 – Czesław Lewandowski, polski przedsiębiorca, samorządowiec (ur. 1878)
- 1924:
  - Józefina Nicoli, włoska szarytka, błogosławiona (ur. 1863)
  - Tessai Tomioka, japoński malarz (ur. 1837)
- 1926 – Wojciech Biechoński, polski działacz spółdzielczy i oświatowy, urzędnik, komisarz rządowy na województwo krakowskie w czasie powstania styczniowego (ur. 1839)
- 1928 – Isidorus Brennsohn, łotewski ortopeda, antropolog, historyk medycyny pochodzenia żydowskiego (ur. 1854)
- 1929 – Jan Hebdzyński, polski prawnik, adwokat, polityk, minister sprawiedliwości (ur. 1869)
- 1931:
  - Jakub (Antonovici), rumuński duchowny prawosławny, biskup Huși (ur. 1856)
  - Stanisław Odrowąż-Wysocki, polski inżynier, elektronik, wykładowca akademicki (ur. 1876)
- 1932:
  - Alter Israel Szimon z Mińska Mazowieckiego, rabin, cadyk (ur. 1874)
  - Stanisław Narutowicz, polski ziemianin, prawnik, litewski polityk (ur. 1862)
- 1934:
  - Cornelia Clapp, amerykańska zoolog, biolog morski, wykładowczyni akademicka (ur. 1849)
  - Arthur Evanson, angielski rugbysta (ur. 1859)
  - Lejb Olszaniecki, polski działacz młodzieżowy i spółdzielczy pochodzenia żydowskiego (ur. 1905)
- 1935 – Pierre Failliot, francuski lekkoatleta, sprinter, rugbysta (ur. 1889)
- 1936 – Miguel de Unamuno, hiszpański pisarz, filozof (ur. 1864)
- 1939 – Leon Wzorek, polski bosman, latarnik (ur. 1896)
- 1940:
  - Jacques-Arsène d’Arsonval, francuski lekarz, fizjolog, fizyk (ur. 1851)
  - Eleuteriusz (Bogojawleński), rosyjski duchowny prawosławny, metropolita wileński i litewski (ur. ?)
  - Józef Sosnowski, polski architekt (ur. 1865)
- 1941:
  - Ignacy Niedźwiedziński, polski duchowny katolicki, działacz niepodległościowy i gospodarczy, samorządowiec, burmistrz Jarocina (ur. 1874)
  - Zygmunt Radliński, polski chirurg, wykładowca akademicki, działacz socjalistyczny (ur. 1874)
- 1942:
  - Bolesław Lisowski, polski rotmistrz, polityk, poseł na Sejm Ustawodawczy (ur. 1886)
  - Władysław Łodej, polski żołnierz GL (ur. 1904)
  - Edmund Maćkowiak, polski polityk, samorządowiec, burmistrz Kościana i Gniezna (ur. 1887)
  - Karol Malsburg, polski zootechnik, agronom, wykładowca akademicki (ur. 1856)
  - (lub 29 grudnia) Bolesław Mołojec, polski działacz komunistyczny, I sekretarz KC PPR (ur. 1909)
  - Walter Panchyrz, polski piłkarz (ur. 1914)
  - Olli Remes, fiński biegacz narciarski, żołnierz (ur. 1909)
  - Karl Tofer, estoński dyplomata (ur. 1885)
  - Henryk Weiss, polski oficer, kawaler Orderu Virtuti Militari (ur. 1882)
  - Antoni Więckowski, polski pułkownik lekarz, działacz społeczny i niepodległościowy, polityk (ur. 1882)
- 1943:
  - Roger Gilbert-Lecomte, francuski prozaik, poeta (ur. 1907)
  - Ludomir Marczak, polski kompozytor, dziennikarz, działacz socjalistyczny (ur. 1907)
  - Konstanty Pereświet-Sołtan, polski podpułkownik piechoty (ur. 1885)
- 1944:
  - Władimir Jermołajew, rosyjski konstruktor lotniczy (ur. 1909)
  - Anna Morozowa, radziecka partyzantka, żołnierka (ur. 1921)
  - Juliusz Ziemba, polski major kawalerii (ur. 1882)
- 1945 – Tadeusz Hiż, polski dziennikarz, publicysta, poeta (ur. 1883)
- 1946 – Franz von Epp, niemiecki polityk nazistowski, namiestnik Bawarii (ur. 1868)
- 1948:
  - Malcolm Campbell, brytyjski kierowca wyścigowy, dziennikarz sportowy (ur. 1885)
  - John Chapman, angielski trener piłkarski (ur. 1882)
  - Aleksandr Egnataszwili, radziecki generał porucznik bezpieczeństwa państwowego (ur. 1887)
- 1949:
  - Nándor Dáni, węgierski lekkoatleta, średniodystansowiec (ur. 1871)
  - Giuseppe Rossino, włoski duchowny katolicki, arcybiskup, wysoki urzędnik Kurii Rzymskiej (ur. 1880)
  - Raimond Valgre, estoński muzyk, kompozytor (ur. 1913)
- 1950:
  - Charles Koechlin, francuski kompozytor, pedagog, teoretyk muzyki (ur. 1867)
  - Karl Renner, austriacki socjolog prawa, polityk, kanclerz i prezydent Austrii (ur. 1870)
- 1951 – Maksim Litwinow, radziecki polityk, dyplomata, minister spraw zagranicznych pochodzenia żydowskiego (ur. 1876)
- 1952:
  - Arnold Aurbach, polsko-francuski szachista (ur. ok. 1885)
  - Bolesław Grudzieński, polski duchowny katolicki, działacz społeczny i polityczny (ur. 1888)
  - Makar Obuchow, radziecki polityk (ur. 1902)
  - Fradl Sztok, żydowska poetka, pisarka (ur. 1888)
- 1953 – Marcin Nadobnik, polski statystyk, wykładowca akademicki (ur. 1883)
- 1954 – Władysław Umiński, polski pisarz (ur. 1865)
- 1955 – Tymoteusz, prawosławny patriarcha Jerozolimy (ur. 1878)
- 1956:
  - Stanisław Bojarczuk, polski poeta ludowy (ur. 1869)
  - Awraamij Zawieniagin, radziecki generał major NKWD, polityk (ur. 1901)
- 1957:
  - Óscar Domínguez, hiszpański malarz (ur. 1906)
  - Teofil Simchowicz, polsko-izraelski neurolog, neuropatolog (ur. 1879)
- 1958 – Antonina Dunajewska, polska aktorka (ur. 1883)
- 1959 – Henryk Alszer, polski piłkarz (ur. 1918)
- 1960:
  - Stanisław Trzebunia, polski oficer, kawaler Orderu Virtuti Militari (ur. 1888)
  - Joseph Wendel, niemiecki duchowny katolicki, arcybiskup Monachium i Freising (ur. 1901)
- 1961 – Lars Høgvold, norweski skoczek narciarski (ur. 1888)
- 1962:
  - Baby Arizmendi, meksykański bokser (ur. 1914)
  - Jan Maas, holenderski żeglarz sportowy (ur. 1911)
- 1964:
  - Izabela Drwęska, polska posiadaczka ziemska, działaczka społeczna, uczestniczka powstania wielkopolskiego (ur. 1886)
  - William Ronald Fairbairn, szkocki psychiatra, psychoanalityk (ur. 1889)
  - Gertrude Michael, amerykańska aktorka (ur. 1911)
  - Piotr Sahajdaczny, rosyjski pułkownik, dziennikarz, działacz emigracyjny (ur. 1899)
  - Ólafur Thors, islandzki polityk, premier Islandii (ur. 1892)
  - Władysław Trzaska, polski wydawca, księgarz (ur. 1881)
  - Henry Maitland Wilson, brytyjski dowódca wojskowy, marszałek polny (ur. 1881)
- 1965 – Józef Czyż-Mintowt, polski inżynier budownictwa (ur. 1898)
- 1966:
  - Pieter Geyl, holenderski historyk, wykładowca akademicki (ur. 1887)
  - Witold Giełżyński, polski dziennikarz, publicysta (ur. 1886)
  - Louis Persinger, amerykański skrzypek, pianista, dyrygent, pedagog (ur. 1887)
  - Joe Spence, angielski piłkarz (ur. 1898)
  - Jelena Stasowa, radziecka polityk (ur. 1873)
- 1967:
  - Kazimierz Ansgary Kamiński, polski przedsiębiorca, filantrop (ur. 1877)
  - Mieczysław Zylber, polski pułkownik (ur. 1896)
- 1968:
  - Sabin Drăgoi, rumuński kompozytor, etnomuzykolog, wykładowca akademicki (ur. 1894)
  - Fryderyk Leyk, mazurski działacz ludowy, poeta, publicysta (ur. 1885)
  - Jakub Wachtel, polski pułkownik, historyk pochodzenia żydowskiego (ur. 1902)
- 1969:
  - Benjamin Hedges, amerykański lekkoatleta, skoczek wzwyż (ur. 1907)
  - Gaetano Mauro, włoski duchowny katolicki, Sługa Boży (ur. 1888)
  - Carol Thurston, amerykańska aktorka (ur. 1920)
- 1970:
  - Nikołaj Andriejew, rosyjski fizyk, wykładowca akademicki (ur. 1880)
  - Michael Balint, węgierski psychoanalityk pochodzenia żydowskiego (ur. 1896)
  - Kazimierz Guzik, polski geolog, wykładowca akademicki (ur. 1911)
  - Cyril Scott, brytyjski pianista, kompozytor (ur. 1879)
- 1971 – Leonard Hudzicki, polski major obserwator (ur. 1899)
- 1972 – Robert Korb, wschodnioniemiecki generał major, polityk (ur. 1900)
- 1973 – Alexander Vyssotsky, amerykański astronom pochodzenia rosyjskiego (ur. 1888)
- 1976 – Elżbieta Jackiewiczowa, polska pisarka (ur. 1902)
- 1977:
  - Maria Janowska-Kopczyńska, polska śpiewaczka operowa i operetkowa, reżyserka operowa (ur. 1890)
  - Sabah as-Salim as-Sabah, emir Kuwejtu (ur. 1913)
- 1978 – Augustin-Joseph A. Sépinski, francuski duchowny katolicki, arcybiskup, generał zakonu franciszkanów, dyplomata pochodzenia polskiego (ur. 1900)
- 1979:
  - Siergiej Mostowoj, radziecki szeregowiec (ur. 1908)
  - Ethel Smith, kanadyjska lekkoatletka, sprinterka (ur. 1907)
- 1980:
  - Marshall McLuhan, kanadyjski teoretyk komunikacji (ur. 1911)
  - Raoul Walsh, amerykański reżyser filmowy (ur. 1887)
- 1981:
  - Günther Krappe, niemiecki generał porucznik (ur. 1893)
  - Paolo Mazza, włoski piłkarz, trener (ur. 1901)
  - Constantin Rădulescu, rumuński trener piłkarski (ur. 1896)
- 1982:
  - Otto Hofmann, niemiecki działacz nazistowski (ur. 1896)
  - Czesław Ostańkowicz, polski dziennikarz, prozaik, poeta (ur. 1910)
- 1985:
  - Ricky Nelson, amerykański piosenkarz, gitarzysta, aktor (ur. 1940)
  - Sam Spiegel, amerykański producent filmowy (ur. 1901)
- 1986 – Olgierd Terlecki, polski pisarz, historyk (ur. 1922)
- 1987 – Stanisław Kamberski, polski aktor (ur. 1918)
- 1988:
  - Franciszek Pytel, polski piłkarz (ur. 1918)
  - Barbara Spychalska, polska pierwsza dama (ur. 1910)
- 1989:
  - Maryna Broniewska, polska reżyserka teatralna (ur. 1911)
  - Clarence Hammar, szwedzki żeglarz sportowy (ur. 1899)
- 1990:
  - Robina Higgins, australijska lekkoatletka, oszczepniczka, kulomiotka i dyskobolka (ur. 1915)
  - Wasilij Łazariew, radziecki pułkownik lotnictwa, kosmonauta (ur. 1928)
- 1991:
  - Michael Joseph Moloney, irlandzki duchowny katolicki, misjonarz, biskup Bandżulu w Gambii (ur. 1912)
  - Georges Poulet, belgijski krytyk i historyk literatury, wykładowca akademicki (ur. 1902)
- 1992:
  - Mieczysław Kucner, polski poeta, krytyk literacki (ur. 1935)
  - Kristján Vattnes, islandzki lekkoatleta, policjant (ur. 1916)
- 1993:
  - Zwiad Gamsachurdia, gruziński pisarz, polityk, prezydent Gruzji (ur. 1939)
  - Brandon Teena, amerykańska transseksualistka (ur. 1972)
  - Thomas Watson Jr., amerykański przedsiębiorca (ur. 1914)
- 1994 – Domna Komarowa, radziecka polityk (ur. 1920)
- 1996:
  - Wiesław Drzewicz, polski aktor (ur. 1927)
  - Lew Oszanin, rosyjski poeta (ur. 1912)
- 1997:
  - Floyd Cramer, amerykański pianista (ur. 1933)
  - Billie Dove, amerykańska aktorka (ur. 1903)
- 1998 – Orlandus Wilson, amerykański wokalista, członek zespołu The Golden Gate Quartet (ur. 1917)
- 1999:
  - Sołomija Pawłyczko, ukraińska pisarka, publicystka (ur. 1958)
  - Marian Pogasz, polski aktor (ur. 1931)
  - Jerzy Ziarnik, polski reżyser filmowy (ur. 1931)
- 2000:
  - Andrzej Brończyk, polski piłkarz, bramkarz (ur. 1951)
  - Bekzat Sattarchanow, kazachski bokser (ur. 1980)
- 2001:
  - John Grigg, brytyjski pisarz, dziennikarz, polityk (ur. 1924)
  - Eileen Heckart, amerykańska aktorka (ur. 1919)
  - Marian Kornecki, polski historyk sztuki, konserwator zabytków, wykładowca akademicki (ur. 1924)
- 2002:
  - Kazimierz Dejmek, polski reżyser teatralny, aktor, prezes ZASP, polityk, minister kultury i sztuki (ur. 1924)
  - D.J. Enright, brytyjski poeta (ur. 1920)
  - Zygmunt Milewski, polski bokser (ur. 1934)
  - Flaviano Vicentini, włoski kolarz szosowy (ur. 1942)
- 2003:
  - Béla Kárpáti, węgierski piłkarz, trener (ur. 1929)
  - Graham Westbrook Rowley, brytyjski badacz polarny, archeolog, odkrywca (ur. 1912)
- 2004:
  - Gérard Debreu, amerykański ekonomista pochodzenia francuskiego, laureat Nagrody Banku Szwecji im. Alfreda Nobla w dziedzinie ekonomii (ur. 1921)
  - Balkrishan Singh, indyjski hokeista na trawie (ur. 1933)
- 2005 – Phillip Whitehead, brytyjski producent telewizyjny, polityk (ur. 1937)
- 2006:
  - Ja’akow Chodorow, izraelski piłkarz, bramkarz (ur. 1927)
  - Liese Prokop, austriacka lekkoatletka, wieloboistka, polityk (ur. 1941)
- 2007:
  - Markku Peltola, fiński aktor, muzyk, członek zespołu Motelli Skronkle (ur. 1956)
  - Edward Prus, polski historyk, politolog, wykładowca akademicki (ur. 1931)
  - Adam Skwira, polski górnik (ur. 1935)
- 2008:
  - Premjit Lall, indyjski tenisista (ur. 1940)
  - Donald Edwin Westlake, amerykański pisarz, scenarzysta filmowy (ur. 1933)
  - Magdalena Więcek, polska rzeźbiarka (ur. 1924)
- 2009:
  - Gwidon Borucki, polski aktor, piosenkarz (ur. 1912)
  - Cahal Daly, irlandzki duchowny katolicki, arcybiskup Armagh i prymas Irlandii, kardynał (ur. 1917)
- 2010:
  - Per Oscarsson, szwedzki aktor (ur. 1927)
  - Wiesław Wodecki, polski pisarz, dziennikarz, reporter (ur. 1927)
- 2011 – Jerzy Kluger, polski inżynier (ur. 1921)
- 2012:
  - Wiesław Lang, polski prawnik, filozof prawa (ur. 1928)
  - Jean-Henri Roger, francuski reżyser filmowy (ur. 1949)
- 2013:
  - James Avery, amerykański aktor (ur. 1945)
  - John Fortune, brytyjski aktor, komik (ur. 1939)
  - Wanda Kruszewska, polska aktorka (ur. 1921)
  - Bruno Moravetz, niemiecki dziennikarz sportowy (ur. 1921)
  - Andrzej Turski, polski dziennikarz, prezenter radiowy i telewizyjny (ur. 1943)
- 2014:
  - Nejat Konuk, turecki polityk, premier Cypru Północnego (ur. 1928)
  - Romanus Orjinta, nigeryjski piłkarz (ur. 1981)
  - Washington Rodríguez, urugwajski bokser (ur. 1944)
  - Arthur Valerian Wellesley, brytyjski arystokrata, wojskowy (ur. 1915)
- 2015:
  - Roman Bartoszcze, polski polityk, poseł na Sejm RP (ur. 1946)
  - Natalie Cole, amerykańska piosenkarka (ur. 1950)
  - Marvin Panch, amerykański kierowca wyścigowy (ur. 1926)
  - Wayne Rogers, amerykański aktor (ur. 1933)
  - Daniel Ryan, amerykański duchowny katolicki, biskup Springfield w Illinois (ur. 1930)
- 2016:
  - William Christopher, amerykański aktor (ur. 1932)
  - Henning Christophersen, duński ekonomista, polityk, miniser spraw zagranicznych i zdrowia (ur. 1939)
  - Henryk Kostyra, polski biolog, technolog żywności i żywienia (ur. 1945)
  - Dymitr Romanow, rosyjski arystokrata, bankier, filantrop, pisarz (ur. 1926)
  - Eva Šuranová, słowacka lekkoatletka, skoczkini w dal (ur. 1946)
- 2018:
  - Kader Khan, indyjsko-kanadyjski aktor, scenarzysta filmowy pochodzenia afgańskiego (ur. 1937)
  - Mark Killilea, irlandzki polityk, eurodeputowany (ur. 1939)
  - Christian Mohn, norweski skoczek narciarski, działacz sportowy (ur. 1926)
  - Peter Thompson, angielski piłkarz (ur. 1942)
- 2019:
  - Marion Chesney, szkocka pisarka (ur. 1936)
  - Helena Kołaczkowska, polska autorka książek dla dzieci i tekstów piosenek (ur. 1916)
  - Marlena Makiel-Hędrzak, polska malarka, rysowniczka (ur. 1968)
- 2020:
  - Tommy Docherty, szkocki piłkarz, trener (ur. 1928)
  - Jolanta Fedak, polska politolog, polityk, minister pracy i polityki społecznej, poseł na Sejm RP (ur. 1960)
  - Robert Hossein, francuski aktor, reżyser i scenarzysta filmowy (ur. 1927)
  - Adam Książek, polski piłkarz (ur. 1967)
  - Maciej Zięba, polski duchowny katolicki, dominikanin, teolog, filozof (ur. 1954)
- 2021:
  - Wadim Chamutckich, rosyjski siatkarz (ur. 1969)
  - Gábor Kállai, węgierski szachista (ur. 1959)
  - Luigi Negri, włoski duchowny katolicki, arcybiskup Ferrary-Comacchio (ur. 1941)
  - Betty White, amerykańska aktorka (ur. 1922)
- 2022:
  - Anita Pointer, amerykańska piosenkarka, autorka tekstów, członkini zespołu The Pointer Sisters (ur. 1948)
  - Joseph Ratzinger, niemiecki duchowny katolicki, arcybiskup metropolita Monachium i Freising, kardynał, prefekt Kongregacji Nauki Wiary, papież Benedykt XVI (ur. 1927)
  - Andrzej Szopa, polski aktor (ur. 1952)
- 2023:
  - Marek Greniewski, polski matematyk, informatyk, wykładowca akademicki, polityk (ur. 1932)
  - Melissa Hoskins, australijska kolarka szosowa i torowa (ur. 1991)
  - Teresa Jasztal, polska pedagog, działaczka związkowa, polityk, poseł na Sejm RP (ur. 1940)
  - Benjamin Kiplagat, ugandyjski lekkoatleta, długodystansowiec (ur. 1989)
  - Georgi Ter-Ghazarianc, radziecki działacz państwowy i partyjny, dyplomata (ur. 1923)
  - Wiesław Henryk Trzeciak, polski biochemik, wykładowca akademicki (ur. 1934)
  - Cale Yarborough, amerykański kierowca wyścigowy, przedsiębiorca (ur. 1939)
- 2024:
  - Angelo Amato, włoski duchowny katolicki, arcybiskup sekretarz Kongregacji Nauki Wiary, kardynał (ur. 1938)
  - Maria Bakka, polska aktorka (ur. 1922)
  - Wit Jaworski, polski filozof, wykładowca akademicki (ur. 1944)
  - Andreas Laun, austriacki duchowny katolicki, biskup pomocniczy Salzburga (ur. 1942)
  - Piotr Pytlakowski, polski dziennikarz śledczy, scenarzysta, publicysta (ur. 1951)
  - Arnold Rüütel, estoński agronom, nauczyciel akademicki, polityk, prezydent Estonii (ur. 1928)
  - Fraser Stoddart, szkocki chemik, laureat Nagrody Nobla (ur. 1942)